# Scandinavian Open Road Race
De Scandinavian Open Road Race was een eendaagse wielerwedstrijd in Zweden. De wedstrijd werd in 1986 opgericht en maakte deel uit van de UCI Europe Tour, in de categorie 1.2. De laatste editie, in 2009, werd gewonnen door Patrik Stenberg.

## Lijst van winnaars

### Overwinningen per land
| Overwinningen | Land       |
| ------------- | ---------- |
| 8             | Zweden     |
| 6             | Denemarken |
| 2             | Noorwegen  |
| 1             | Letland    |